# La concessione del telefono
La concessione del telefono è un romanzo storico di Andrea Camilleri, edito da Sellerio nel 1998.

## Trama
La storia si svolge nella Sicilia di fine Ottocento tra Palermo, Montelusa e Vigata, tra il 12 giugno 1891 e il 20 agosto 1892.
Filippo Genuardi, piccolo commerciante di legnami, invia tre lettere al prefetto Vittorio Marascianno per richiedere l'installazione di una linea telefonica tra il suo magazzino e l'abitazione del suocero, ricco uomo d'affari.
Non ottenendo risposta, cerca degli "appigli" nel Palazzo rivolgendosi a Calogero (don Lollò) Longhitano, pezzo da novanta della mafia vigatese, al quale rivela il luogo in cui si nasconde il suo ex amico Sasà La Ferlita, che si era eclissato per non pagare il debito di gioco al fratello di Don Lollò e per questo quindi braccato dal mafioso.
In poco tempo il Genuardi si trova in una situazione molto pericolosa: da un lato il prefetto Marascianno, a causa di varie imprecisioni contenute nelle tre lettere ricevute e dell'atteggiamento prevenuto dei carabinieri, si convince che il Genuardi sia un agitatore socialista; dall'altro Sasà La Ferlita, grazie all'aiuto del fratello e di un altro amico, riesce più volte a scansare la cattura dei mafiosi, al punto che Don Lollò inizia a pensare che egli e Filippo Genuardi siano in combutta tra loro e con i carabinieri per incastrarlo ed arrestarlo.
Soltanto il delegato Spinoso della polizia, aiutato in parte dal questore e dal commendatore Parrinello, Capo di Gabinetto del Prefetto, cercherà di aiutare il Genuardi, "preso a mezzo fra lo Stato e la mafia" per usare le parole del delegato.
A queste vicende pubbliche si vanno ad aggiungere quelle private del Genuardi, non propriamente virtuose: l'uomo infatti ha una tresca amorosa con la moglie del suocero. Era infatti questo il motivo della richiesta dell'impianto telefonico: contattare l'amante non appena il marito fosse assente. Ma Sasà La Ferlita, per vendicarsi contro l'ex amico, scrive una lettera (nella prima intenzione anonima, ma poi firmata per conferire maggiore veridicità) al suocero del Genuardi in cui rivela la tresca e questi, pazzo di gelosia, uccide il genero e subito dopo si suicida.
Di quest'ultimo avvenimento approfittano i carabinieri, che in precedenza erano stati puniti per la loro attività persecutoria nei confronti del Genuardi; i militari dell'Arma, ricostruendo a loro modo l'evento, anche con l'apposita esplosione di un ordigno, riescono a sostenere che il Genuardi era morto mentre costruiva una bomba per un qualche attentato, avvalorandone così la sua natura eversiva.
La storia termina con il trasferimento, per ironia della sorte nella stessa provincia, in Sardegna, (massima punizione nella burocrazia dello Stato sabaudo) del delegato Spinoso, del questore e del commendatore Parrinello.

## Struttura del romanzo
La concessione del telefono non segue i canoni classici del romanzo. Nell'opera, infatti, si alternano due forme di scrittura, che Camilleri chiama "cose scritte" e "cose dette": le "cose scritte", riportate tipograficamente nel testo del romanzo nella loro "autenticità" grafica, sono lettere, siano esse richieste in carta bollata o missive fra amici o bigliettini segreti, articoli di giornale, circolari degli uffici pubblici; le "cose dette" sono i dialoghi fra i personaggi della storia, riportati come in un copione privo di indicazioni sceniche (in questo probabilmente c'è una traccia della lunga esperienza di Camilleri come autore e regista teatrale).
Cose scritte e cose dette si alternano nel romanzo in maniera efficace, fondendosi solo nell'ultima parte, che vale come epilogo alla storia, non molto lunga ma intensa grazie al continuo intrecciarsi di incontri e scontri fra i personaggi principali e la fitta schiera delle comparse, che spesso appaiono per poche pagine, ma quanto basta per rendere sempre più intricata la commedia degli equivoci che domina il romanzo.

## La Sicilia del romanzo
Lo stile leggero di Camilleri, i numerosi episodi divertenti e la miriade di personaggi più o meno grotteschi non deve far pensare che La concessione del telefono sia un semplice divertissement. In realtà, la finzione letteraria viene usata egregiamente dall'autore per descrivere i mali che gravavano e affliggono ancora oggi la Sicilia.
Camilleri stesso racconta, sul frontespizio della copertina, di aver avuto l'idea per il romanzo dopo aver ritrovato tra le carte di casa un decreto ministeriale del 1892 per la concessione di una linea telefonica privata, documento che prevedeva una fitta rete di adempimenti burocratici e amministrativi.
Infatti gli equivoci che creeranno la trappola mortale per il protagonista nascono appunto dalla difficoltà di districarsi nella selva degli uffici pubblici e delle loro competenze, tanto che il Genuardi fa richiesta per la linea alla Prefettura, che non aveva competenza in materia.
Ma non è solo la burocrazia
a creare guai: l'abitudine dello Stato post-unitario di spedire in Sicilia funzionari totalmente inesperti della realtà locale, spesso poco preparati o comunque inadatti al ruolo provoca guasti fortissimi, nell'opera ben evidenziati dalla figura del paranoico prefetto Marascianno, che parla con i numeri della smorfia, vede complotti socialisti dappertutto e si crede vittima di fantomatici dileggi; dei tenenti dei carabinieri Lanza-Turò e Lanza-Scocca che dopo aver erroneamente ritenuto Filippo Genuardi un agitatore socialista cercano ugualmente di incriminarlo arrampicandosi sugli specchi e anche ricorrendo a mezzi illeciti; degli stessi superiori che di fronte alle tragicomiche vicende vigatesi non sanno reagire in altro modo che spedendo i colpevoli in Sardegna e sostituendoli con altri che si dimostreranno prevedibilmente ancora peggiori.
I rari pubblici ufficiali che cercano di lavorare onestamente, impersonati su tutti dal delegato Spinoso, nonostante il loro impegno e alcuni effimeri successi sono destinati alla sconfitta. Non a caso Filippo Genuardi riesce ad uscire assolto da ogni accusa non grazie all'impegno delle forze dell'ordine oneste, ma per la volontà di Don Lollò Longhitano, uomo d'onore che ha amicizie in tutti i gangli della pubblica amministrazione, tanto che con la forza delle proprie raccomandazioni può imporre il proprio volere a quasi tutti gli abitanti di Vigata. E coloro che, come Sasà La Ferlita, cercano di sottrarsi ai propri impegni con lui, devono vedersela con i suoi uomini, veri e propri discendenti dei bravi manzoniani.
Genuardi dunque, come i tre quarti dei siciliani, nota amaramente il delegato Spinoso, è preso in mezzo senza possibilità di salvezza. Non a caso, quasi tutti i siciliani oltre al nome di battesimo hanno un soprannome ('ngiuria) totalmente diverso, utile per sottrarsi agli obblighi di legge, come viene spiegato diffusamente nella prima parte del romanzo.
Del resto lo stesso protagonista, Filippo Genuardi, è sì vittima di questo diabolico intreccio ma certo non è un eroe o un protagonista positivo: marito fedifrago e commerciante parassita, per ottenere la concessione del telefono è disposto a consegnare il suo ex migliore amico nelle mani della mafia, a minacciare con armi e ricatti i proprietari delle terre su cui mettere i pali per la linea telefonica, a corrompere chiunque nella pubblica amministrazione lo possa aiutare.
Ma non solo lui, praticamente tutti i personaggi che appaiono nel libro, anche se fugacemente narrati in poche righe, o con un ruolo positivo, hanno qualcosa di imbarazzante da nascondere. Qui, oltre alle riflessioni sui mali della Sicilia (quanto mai attuali) pare di intravedere anche un certo pessimismo più generale sull'umanità.

## Adattamenti
- Una versione teatrale del romanzo è stata presentata dal Teatro Stabile di Catania nella Stagione 2005-2006 per la regia di Giuseppe Dipasquale, che ha collaborato con lo stesso Andrea Camilleri per la riduzione e l'adattamento.

- TV:

## Curiosità
Il libro è stato oggetto della prima transazione di e-commerce con carta di credito in Italia tramite la piattaforma IBS.it.

## Edizioni
- La concessione del telefono, Collana Il castello n.105, Palermo, Sellerio, marzo 1998,  p. 256, ISBN 978-88-389-1500-0. - Collana La memoria n.407, Sellerio, 1998; Mondolibri, 2000; Panorama-Mondadori, 2003.
- La concessione del telefono, versione teatrale di A. Camilleri e Giuseppe Dipasquale, Bonanno, 2005,  p. 132, ISBN 978-88-779-6265-2.
- La concessione del telefono, Nuova edizione accresciuta, con uno scritto di Raffaele La Capria, Collana La memoria n.407, Palermo, Sellerio, 2020,  p. 320, ISBN 978-88-389-4060-6.